# Explosão

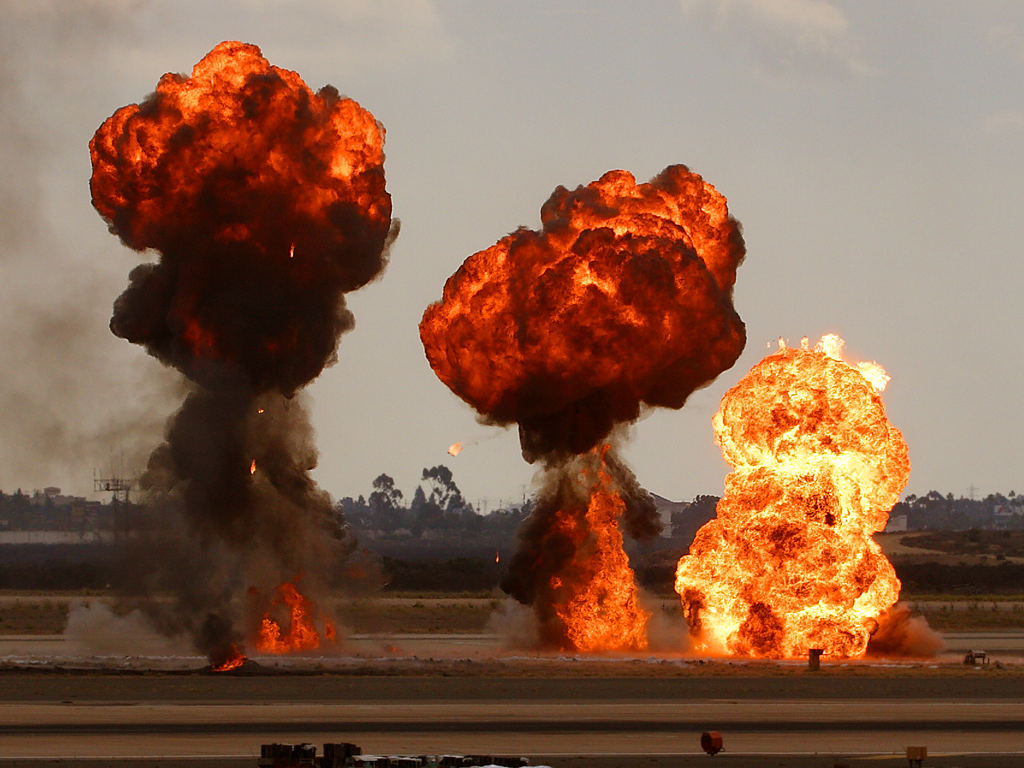
Explosões químicas

Uma explosão é um processo caracterizado por súbito aumento de volume e grande liberação de energia, geralmente acompanhado por altas temperaturas, produção de gases e forte estrondo. Uma explosão provoca ondas de pressão (também chamadas de ondas de choque) ao redor do local onde ocorre. Explosões são classificadas de acordo com essas ondas: em caso de ondas subsônicas, tem-se uma deflagração, em caso de ondas supersônicas (ondas de choque), tem-se uma detonação.
Os explosivos artificiais mais comuns são os explosivos químicos, que se decompõem através de violentas reações de oxidação e produzem grandes quantidades de gás e calor.

## Etimologia
Os romanos empregavam o substantivo ‘explosio, -onis’ para designar o ato de expulsar ruidosamente uma pessoa, derivado do verbo ‘explodere’, expulsar ruidosamente. Cícero usou também este verbo com o sentido de rechaçar, desaprovar ruidosamente. ‘Explodere’ é derivado de ‘plaudere’(aplaudir, golpear, dar golpes com os pés na dança, romper as ondas ao nadar). Ao se antepor o prefixo ‘ex-‘ (para fora), se expressa a ideia de golpear para fora.
Por extensão, atribuiu-se em nossa língua o sentido adicional de ‘estalar’ e em fins do século XIX surgiu ‘explosivo’ como nome do artefato que estala.

## Mecanismo de uma explosão
A explosão inicia-se quando um estímulo exterior provoca um aumento de energia cinética no explosivo, levando à quebra das ligações das moléculas afetadas, provocando a sua decomposição e consequente libertação de energia, propagando o efeito às moléculas adjacentes, provocando o efeito de ‘'Reação em Cadeia’’.
A propagação no interior do explosivo dá-se por reacção em cadeia da decomposição das moléculas, libertando energia que vai gerar a decomposição das suas vizinhas. A frente desta propagação tem o nome de onda explosiva’’, sendo a velocidade desta mais ou menos constante no explosivo e característica do mesmo, mas podendo ser alterada por diversos factores, inclusive a energia cinética inicial aplicada.
Atingindo a superfície do explosivo, esta energia é libertada para o meio envolvente do explosivo, criando, entre outros efeitos, um aumento da pressão pelo aumento brusco da quantidade de gases, criando uma ‘’onda de choque’’, ondulatória e com propagação radial e centrífuga, decrescendo a sua velocidade a partir do ponto de explosão.

## Efeitos dos explosivos
Os efeitos das explosões dividem-se em: fisiológicos, térmicos e mecânicos. Os efeitos fisiológicos são os que afectam os indivíduos ao nível de olhos, tímpanos, pulmões, coração, etc. Os efeitos térmicos provêm do aumento de temperatura provocado pela libertação de energia.
Os efeitos mecânicos traduzem-se na deslocação de materiais, por arrastamento ou por destruição.
Explosões por simpatia dão-se quando um explosivo é atingido pela onda de choque que provoque um aumento de energia cinética que provoque a decomposição do explosivo.

## Efeito de Munroe-Newmann
Intensificação da onda de choque segundo uma direcção particular pela configuração geométrica apropriada da carga.

## Deflagração VS detonação
Genericamente, existe um efeito de deflagração quando a velocidade da onda explosiva se encontra na ordem dos metros ou centenas de metros por segundo. Uma detonação tem uma velocidade da onda explosiva da ordem dos quilómetros por segundo.
A própria propagação da onda é diferente entre ambas. Numa detonação, a onda propaga-se longitudinalmente, ao passo que numa deflagração vai tomar toda a superfície do explosivo e dirigir-se para o interior.